# Время женщин (роман)
«Время женщин» — роман писательницы современной русской литературы Елены Чижовой. Победитель литературной премии «Русский Букер» 2009 года.

## Общая информация
Первое издание романа «Время женщин» было оформлено к выпуску издательством Астрель в Москве в 2009 году. В дальнейшем книга постоянно выпускалась отдельным тиражом. Роман рассчитан на массового читателя и популярен у него.
Действие книги происходит в середине прошлого XX века, в советское трудовое время.
Елена Чижова призналась, что, определяя роману такое название, которое невольно вызывает ассоциации с феминизмом, она осознавала что провокационность и в критике и в различных обсуждениях будет присутствовать в полной мере.

## Сюжет
«Время женщин» — это рассуждение о судьбе женщины, о её страданиях, о нелёгком жизненном пути. Три поколения женщин и пять различных женских судеб представлено в романе.
В романе Чижовой ведётся рассказ о жизни и судьбе главной героини Антонины, которая чем-то напоминает сюжет всеми любимого народного кинофильма «Москва слезам не верит». Тихая лимитчица приезжает в Ленинград, селится в коммунальную квартиру, где живут три старухи, и попадает под шарм и соблазны питерского «стиляги». У Антонины рождается дочь, которой она не успевает заниматься, поэтому она передаёт ребёнка питерским старухам «из бывших», соседкам по коммунальной квартире, — Ариадне, Гликерии и Евдокии. Вскоре Антонина умирает. Именно о старухах-соседках и о «той» странной жизни — хрупкой, ушедшей, но удивительно настоящей и повествует повзрослевшая дочь героини, выбравшая себе профессию художницы.
Произведение начинается с мотива смерти, которая проходит через весь роман и создаёт кольцевую композицию. Самое начало произведения — похороны мамы, в которых участвуют маленькая девочка и три старухи-соседки.
Все персонажи в книге узнаваемы, именно с ними мы соседствуем, встречаемся каждый день. Их размышления и разговоры разные. У каждого своя речь, свой характер. Герои удивительно отличаются друг от друга, различия видны и в мимике, и в жестах, и в суждениях. Евдокия — жестокая и громогласная, Ариадна увлечена чтением литературы, Гликерия - никчёмная женщина. Все они скрытно ненавидят советскую власть, но страх сказать это вслух сильнее их. Они остерегаются всего — врачей и учителей, детского сада и школы, любых учреждений и их сотрудников. Неумолкаемые беседы о счастливой жизни при царе и как трудно и невыносимо существовать сейчас. Ещё они много говорят о смерти. Так много, что Антонина всё свободное время только и думала о ней, попав под психологическое влияние «раритетных» людей.

## Награды
- 2009 — Русский Букер, победитель.

## Театральные постановки
- 8 апреля 2011 года состоялась премьера в театре «Современник» одноименного спектакля, поставленного режиссером Егором Перегудовым[5].
- 23 ноября 2012 года состоялась премьера в Магнитогорском академическом драматическом театре имени Пушкина. Режиссёр Артемий Данилов.
- 27 июня 2019 была премьера в Челябинском государственном академическом театре драмы им. Наума Орлова.
- 24 декабря 2013 года состоялась премьера в Омском государственном академическом театре драмы. Режиссер Алексей Крикливый.
- 6 апреля 2024 года поставлен в Красноярском драматическом театре имени Пушкина.

## Переводы
- يلينا تشيجوفا زمن النساء [пер. на араб. Мохамеда Эльгебали]. — Каир: Изд. «Дом книг», 2016. — ISBN 978-977-911-0356